# Католикос
Католикос (на гръцки: Καθολικος – вселенски, всеобщ) е духовна титла в Древноизточните православни църкви, давана на главата на Асирийската източна църква, на Арменската апостолическа църква (от 363 година), както и на грузинския патриарх (Католикос-Патриарх), съществувала от 475 до 1811 година, когато е премахната след приобщаването на Грузинската православна църква към Руската православна църква. Титлата е възстановена през 1917 година, като резиденцията на грузинския католикос е в Тбилиси.